# Kim Miyori
Kim Miyori (* 4. ledna 1951, Liverpool) je americká herečka.
Jedná se o herečku, která se proslavila hlavně v seriálu JAG a ve filmu Policajt ze San Francisca.

## Filmografie

### Film
- 1978 Sgt. Pepper's Lonely Hearts Club Band
- 1981 Zoot Suit
- 1981 Páskové z Los Angeles
- 1985 Antony and Cleopatra
- 1985 John and Yoko: A Love Story
- 1985 Generation
- 1986  When the Bough Breaks
- 1986  T.J. Hooker: Blood Sport
- 1987  Island Sons
- 1989 Velkofilm
- 1989 Mstitel
- 1989 Loverboy
- 1990  Hiroshima: Out of the Ashes
- 1991  37. patro v plamenech
- 1993  Journey to the Center of the Earth
- 1994 Stín posedlosti
- 1994  Body Shot
- 1996  Hijacked: Flight 285
- 1997  Policajt ze San Francisca
- 1999  My American Vacation
- 2006  Smrtící nenávi2t

### Televizní seriály
- 1995 JAG